# Spilophorini
Tribu
Synonymes
- Spilophorites Chapuis, 1875: 364
- Spilophoritae Spaeth, 1929: 113
- Spilophorini Monros & Viana, 1951: 377
- Amplipalpini Weise, 1910: 69
- Oediopalpini Monrós & Viana, 1947: 140

Les Spilophorini sont une tribu de coléoptères cassides. 

## Genres
Selon BioLib (19 juillet 2021) :
- Calyptocephala Chevrolat, 1837
- Spilophora Boheman, 1850